# Sistema musical da Grécia Antiga
O sistema musical da Grécia Antiga evoluiu ao longo de mais de 500 anos, partindo de simples escalas formadas por tetracordes, ou divisões da quarta justa, até chegar a vários sistemas complexos que englobavam tetracordes e oitavas, bem como escalas de oitava divididas em sete a treze intervalos.
Qualquer discussão sobre a música da Grécia Antiga, seja teórica, filosófica ou estética, enfrenta dois problemas: há poucos exemplos de música escrita, e muitos relatos teóricos e filosóficos são fragmentários. A pesquisa empírica de estudiosos como Richard Crocker, C. André Barbera, e John Chalmers tornou possível analisar os sistemas gregos antigos como um todo, sem se limitar às preferências de um único teórico da época. Os gêneros principais examinados por esses estudiosos são os de Pitágoras e da escola pitagórica, Arquitas, Aristóxeno e Ptolemeu (incluindo suas versões dos gêneros de Dídimo e Eratóstenes).

## Visão geral do primeiro sistema tonal completo
Como introdução inicial aos principais nomes e divisões do sistema tonal da Grécia Antiga, este artigo apresenta uma representação do "sistema perfeito" ou systema teleion, que foi elaborado em sua totalidade por volta da virada do século V para o IV a.C..
O diagrama à direita reproduz informações de (Chalmers 1993). Ele mostra as harmoniai antigas mais comuns, os tonoi em todos os gêneros, e o sistema como um todo em um único mapa completo. (Notas com meio-sustenido e sustenido duplo que não são usadas nas notas representadas foram omitidas.)
As três colunas centrais do diagrama mostram, primeiro, os nomes modernos das notas, depois os dois sistemas de símbolos usados na Grécia Antiga: os símbolos vocais (preferidos por cantores) e os símbolos instrumentais (preferidos por instrumentistas). Os nomes modernos das notas são apresentados na notação de altura de Helmholtz, e os símbolos gregos são os apresentados na obra de Egert Pöhlmann [de]. As alturas das notas em notação moderna são convencionais, remontando à época da publicação de Johann Friedrich Bellermann [de] em 1840; na prática, as alturas provavelmente seriam um pouco mais baixas.
A seção marcada por uma chave azul representa a extensão da oitava central. Essa extensão é aproximadamente a que é atualmente representada em uma pauta musical moderna e está mostrada no gráfico abaixo, à esquerda.
Observe que os teóricos gregos descreviam as escalas como descendentes do agudo para o grave, o que é o oposto da prática moderna e causou considerável confusão entre os intérpretes renascentistas dos textos musicológicos antigos.

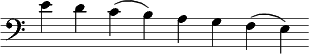
A oitava central do sistema grego antigo

As primeiras escalas gregas eram organizadas em tetracordes, que eram séries de quatro tons descendentes, com os tons superior e inferior separados por um intervalo de quarta, em termos modernos. Os subintervalos do tetracorde eram desiguais, com os maiores intervalos sempre na parte superior e os menores na inferior. O 'intervalo característico' de um tetracorde é o maior deles.
O Sistema Perfeito Maior (systema teleion meizon) era composto por quatro tetracordes empilhados chamados (do mais grave ao mais agudo): Hypaton, Meson, Diezeugmenon e Hyperbolaion. Eles estão mostrados no lado direito do diagrama. As oitavas eram compostas por dois tetracordes empilhados e conectados por um tom comum, a synaphe.
Na posição da paramese, a continuidade do sistema encontra uma fronteira (entre si bemol e si). Para manter a lógica das divisões internas dos tetracordes e evitar que o Meson fosse forçado a conter três tons inteiros (si–lá–sol–fá), uma nota intermediária, a diazeuxis ('divisora'), foi introduzida entre a paramese e a mese. Esse procedimento dá nome ao tetracorde diezeugmenon, que significa 'dividido'.
Para contornar a inconsistência da diazeuxis, o sistema permitia mover a nete um passo acima, possibilitando a construção do tetracorde Synemmenon ('conjunto'), mostrado na extremidade esquerda do diagrama.
O uso do tetracorde Synemmenon produzia uma modulação no sistema, daí o nome systema metabolon, o sistema modulante, também chamado de Sistema Perfeito Menor. Esse sistema era considerado à parte, formado por três tetracordes empilhados — Hypaton, Meson e Synemmenon. Os dois primeiros são os mesmos tetracordes iniciais do Sistema Perfeito Maior, com um terceiro tetracorde colocado acima do Meson. Quando todos esses são considerados em conjunto, com o tetracorde Synemmenon colocado entre os tetracordes Meson e Diezeugmenon, eles formam o Sistema Imutável (ou Não-Modulante) (systema ametabolon). O tom mais grave não pertence ao sistema de tetracordes, como se reflete em seu nome, Proslambanomenos, o adicionado.
Em resumo, é evidente que os gregos antigos concebiam um sistema unificado com o tetracorde como estrutura básica, mas com a oitava como princípio de unificação.
Abaixo está uma explicação matemática mais detalhada da lógica que levou ao sistema de tetracordes aqui descrito.

## Os Pitagóricos
Após a descoberta dos intervalos fundamentais (oitava, quarta e quinta), as primeiras divisões sistemáticas conhecidas da oitava foram as de Pitágoras, a quem frequentemente se atribuía a descoberta de que a frequência de uma corda vibrante é inversamente proporcional ao seu comprimento. Pitágoras interpretou os intervalos de forma aritmética, permitindo: 1:1 = Uníssono, 2:1 = Oitava, 3:2 = Quinta, 4:3 = Quarta. A escala de Pitágoras consiste em uma pilha de quintas perfeitas, na razão 3:2 (veja também Intervalo Pitagórico e Afinação Pitagórica).
A descrição mais antiga de uma escala é encontrada em Filolau, fr. B6. Filolau reconhece que, se o intervalo de uma quarta é acrescentado a partir de uma determinada nota e, em seguida, mais uma quinta acima, a nota final está uma oitava acima da nota inicial. Assim, a oitava é composta por uma quarta e uma quinta. ... A escala de Filolau consistia, portanto, nos seguintes intervalos: 9:8, 9:8, 256:243 [esses três intervalos nos levam até uma quarta], 9:8, 9:8, 9:8, 256:243 [esses quatro intervalos formam uma quinta e completam a oitava a partir da nota inicial]. Esta escala é conhecida como diatônica pitagórica e foi a escala que Platão adotou na construção da alma do mundo no Timeu (36a-b).
O próximo teórico pitagórico notável conhecido é Arquitas, contemporâneo e amigo de Platão, que explicou o uso das médias aritmética, geométrica e harmônica na afinação de instrumentos musicais. Euclides desenvolveu ainda mais a teoria de Arquitas em sua obra A Divisão do Cânone (Katatomē kanonos, em latim Sectio Canonis). Ele elaborou a acústica com referência à frequência das vibrações (ou movimentos).
Arquitas forneceu uma prova rigorosa de que os intervalos musicais básicos não podem ser divididos ao meio, ou seja, que não existe uma média proporcional entre números em razão superparticular (oitava 2:1, quarta 4:3, quinta 3:2, 9:8).
Arquitas foi também o primeiro teórico grego antigo a fornecer proporções para os três gêneros musicais. Os três gêneros de tetracordes reconhecidos por Arquitas possuem as seguintes proporções:
- O enarmônico – 5:4, 36:35 e 28:27
- O cromático – 32:27, 243:224 e 28:27
- O diatônico – 9:8, 8:7 e 28:27[12]

Essas três afinações parecem ter correspondido à prática musical real de sua época.
Os gêneros surgiram após a fixação do intervalo de estrutura do tetracorde, pois as duas notas internas (chamadas de lichanoi e parhypate) ainda apresentavam afinações variáveis. Os tetracordes foram classificados em gêneros dependendo da posição do lichanos (daí o nome lichanos, que significa "o indicador"). Por exemplo, um lichanos a uma terça menor da nota inferior e uma segunda maior da nota superior define o gênero diatônico. Os outros dois gêneros, cromático e enarmônico, foram definidos de maneira semelhante.
De forma mais geral, três gêneros de sete espécies de oitava podem ser reconhecidos, dependendo do posicionamento dos tons intermediários nos tetracordes componentes:
- O gênero diatônico é composto de tons e semitons,
- O gênero cromático é composto de semitons e uma terça menor,
- O gênero enarmônico consiste em uma terça maior e dois quartos de tom ou diesis.[16]

Dentro dessas formas básicas, os intervalos dos gêneros cromático e diatônico foram ainda mais variados por três e duas "nuances" (chroai), respectivamente.
A elaboração dos tetracordes também foi acompanhada por penta- e hexacordes. A junção de um tetracorde e um pentacorde gera um octacorde, ou seja, a escala completa de sete notas mais a oitava acima da nota base. No entanto, isso também podia ser produzido pela junção de dois tetracordes, que eram ligados por meio de uma nota intermediária ou compartilhada. A evolução final do sistema não terminou na oitava em si, mas sim no Systema teleion, um conjunto de cinco tetracordes conectados por conjunção e disjunção em arranjos de tons que abrangem duas oitavas, como explicado acima.

## O sistema de Aristóxeno
Após a elaboração do Systema teleion, será examinado o sistema individual mais significativo, o de Aristóxeno, que influenciou muitas classificações até a Idade Média.
Aristóxeno foi um discípulo de Aristóteles que floresceu no século IV a.C. Ele introduziu um modelo radicalmente diferente para a criação de escalas, e a natureza de suas escalas se desviava acentuadamente de seus predecessores. Seu sistema baseava-se em sete "espécies de oitava" nomeadas segundo regiões e etnias gregas — Dórica, Lídia etc. Essa associação dos nomes étnicos às espécies de oitava parece ter precedido Aristóxeno, e o mesmo sistema de nomes foi revivido no Renascimento como nomes de modos musicais de acordo com a teoria harmônica da época, que, no entanto, era bastante diferente da dos antigos gregos. Assim, os nomes Dórico, Lídio etc. não devem ser interpretados como indicando uma continuidade histórica entre os sistemas.
Em contraste com Arquitas, que distinguia seus "gêneros" apenas movendo o lichanos, Aristóxeno variava tanto o lichanos quanto o parhypate em intervalos consideráveis. Em vez de usar proporções discretas para posicionar os intervalos em suas escalas, Aristóxeno utilizava quantidades continuamente variáveis: como resultado, ele obteve escalas de treze notas por oitava e qualidades de consonância consideravelmente diferentes.
As espécies de oitava na tradição aristoxênica eram:
- Mixolídio: hypate hypaton–paramese (b–b′)
- Lídio: parhypate hypaton–trite diezeugmenon (c′–c″)
- Frígio: lichanos hypaton–paranete diezeugmenon (d′–d″)
- Dórico: hypate meson–nete diezeugmenon (e′–e″)
- Hipolídio: parhypate meson–trite hyperbolaion (f′–f″)
- Hipofrígio: lichanos meson–paranete hyperbolaion (g′–g″)
- Comum, Lócrio, ou Hipodórico: mese–nete hyperbolaion ou proslambanomenos–mese (a′–a″ ou a–a′)

Esses nomes derivam de:
- um subgrupo da Grécia Antiga (Dórios),
- uma pequena região da Grécia central (Lócrida),
- certos povos vizinhos (não gregos) da Ásia Menor (Lídia, Frígia).
- Os prefixos myxo- e hypo- foram adicionados para formar escalas associadas acima e abaixo.

### Ostonoiaristoxênicos
O termo tonos (pl. tonoi) era usado em quatro sentidos, podendo designar uma nota, um intervalo, uma região da voz e uma altura tonal.
O escritor antigo Cleônides atribui treze tonoi a Aristóxeno, que representam uma transposição dos tons do sistema pitagórico em uma escala progressiva mais uniforme no intervalo de uma oitava.
Segundo Cleônides, esses tonoi transposicionais foram nomeados analogamente às espécies de oitava, com termos adicionais para elevar o número de graus de sete para treze. Na verdade, Aristóxeno criticava a aplicação desses nomes pelos teóricos anteriores, a quem ele chamava de "Harmonicistas".
Segundo a interpretação de pelo menos duas autoridades modernas, nos tonoi aristoxênicos o Hipodórico é o mais grave e o Mixolídio é o penúltimo mais agudo: o inverso do caso das espécies de oitava. As alturas tonais nominais são as seguintes (em ordem decrescente, segundo Mathiesen; Solomon usa a oitava entre A e a):
| f          | Hipermixolídio   | também chamado de Hiperfrígio |
| e          | Mixolídio alto   | também chamado de Hiperjônio  |
| e♭         | Mixolídio baixo  | também chamado de Hiperdórico |
| d          | Lídio alto       |                               |
| c♯         | Lídio baixo      | também chamado de Eólio       |
| c          | Frígio alto      |                               |
| B          | Frígio baixo     | também chamado de Jônio       |
| B♭         | Dórico           |                               |
| A          | Hipolídio alto   |                               |
| G♯ (e A♭?) | Hipolídio baixo  | também chamado de Hipoeólio   |
| G          | Hipofrígio alto  |                               |
| F♯         | Hipofrígio baixo | também chamado de Hipojônio   |
| F          | Hipodórico       |                               |

## As espécies de oitava em todos os gêneros
Com base no exposto acima, pode-se perceber que o sistema de tons e espécies de oitava de Aristóxeno pode ser combinado com o sistema pitagórico dos "gêneros" para produzir um sistema mais completo, no qual cada espécie de oitava composta por treze tons (Dórica, Lídia etc.) pode ser reduzida a um sistema de sete tons pela seleção de tons e semitons específicos para formar os gêneros (Diatônico, Cromático e Enarmônico).
A ordem dos nomes das espécies de oitava na tabela a seguir corresponde aos nomes gregos originais, seguidos por alternativas posteriores (gregas e outras). As espécies e a notação são construídas a partir do modelo da Dórica.
| Tônica | Nome                                  | Mese |
| ------ | ------------------------------------- | ---- |
| (A)    | (Hipermixolídia, Hiperfrígia, Lócria) | (d)  |
| B      | Mixolídia, Hiperdórica                | e    |
| c      | Lídia                                 | f    |
| d      | Frígia                                | g    |
| e      | Dórica                                | a    |
| f      | Hipolídia                             | b    |
| g      | Hipofrígia, Jônica                    | c′   |
| a      | Hipodórica, Eólia                     | d′   |

| Tônica | Nome                                  | Mese |
| ------ | ------------------------------------- | ---- |
| (A)    | (Hipermixolídia, Hiperfrígia, Lócria) | (d♭) |
| B      | Mixolídia, Hiperdórica                | e    |
| c      | Lídia                                 | f    |
| d♭     | Frígia                                | g♭   |
| e      | Dórica                                | a    |
| f      | Hipolídia                             | b    |
| g♭     | Hipofrígia, Jônica                    | c′   |
| a      | Hipodórica, Eólia                     | d′♭  |

| Tônica | Nome                                  | Mese |
| ------ | ------------------------------------- | ---- |
| (A)    | (Hipermixolídia, Hiperfrígia, Lócria) | (d)  |
| B      | Mixolídia, Hiperdórica                | e    |
| c      | Lídia                                 | f    |
| d      | Frígia                                | g    |
| e      | Dórica                                | a    |
| f      | Hipolídia                             | b    |
| g      | Hipofrígia, Jônica                    | c′   |
| a      | Hipodórica, Eólia                     | d′   |

A notação "c" é a notação moderna padrão para a altura da nota c quando rebaixada por um quarto de tom.
Os duplos bemóis () são usados apenas para aderir à convenção moderna de que todas as alturas padrão em uma oitava devem receber uma letra alfabética distinta e sequencial.

## Asharmoniaimais antigas nos três gêneros
Na notação acima e abaixo, o símbolo padrão de dobrado bemol  é usado para acomodar, tanto quanto possível, a convenção musical moderna que exige que cada nota em uma escala tenha uma letra distinta e sequencial; portanto, interprete  apenas como significando a letra imediatamente anterior no alfabeto. Essa complicação é desnecessária na notação grega, que possuía símbolos distintos para cada altura, em grupos de três: meio bemol, bemol ou natural.
O símbolo sobrescrito  após uma letra indica uma versão aproximadamente meio bemol da nota nomeada; o grau exato de alteração dependia de qual das várias afinações era usada. Assim, uma sequência de três tons descendentes d, d, d♭, apresenta a segunda nota d cerca de ⁠ 1 / 2 ⁠ tom abaixo (um quarto de tom abaixo: o moderno "") da primeira nota d, e essa mesma nota d cerca de ⁠ 1 / 2 ⁠ tom acima (um quarto de tom acima: o moderno "") da nota seguinte d♭.
O (d) listado primeiro para o modo dórico é o Proslambanómenos, que foi acrescentado como estava e está fora do esquema de tétrades encadeadas.
Estas tabelas representam as harmoniai enarmônicas segundo Aristides Quintilianus, a diatônica de Henderson e as versões cromáticas de Chalmers. Chalmers, de onde se originam, afirma:

Nas formas enarmônica e cromática de algumas das harmoniai, foi necessário usar tanto um d quanto um d ou d por causa da natureza não-heptatônica dessas escalas. C e F são sinônimos de d e g [respectivamente]. As afinações apropriadas para essas escalas são as de Arquitas e Pitágoras.
A semelhança superficial dessas espécies de oitava com os modos da igreja é enganosa: a representação convencional como uma seção (como C D E F seguida de D E F G) está incorreta: As espécies eram retunagens da oitava central de forma que as sequências de intervalos (os modos cíclicos divididos por razões definidas pelo gênero) correspondiam às notas do Sistema Perfeito Imutável descrito acima.
| Gênero     | Notas                    |
| ---------- | ------------------------ |
| Enarmônico | (d) e f g a b c′ d′ e′   |
| Cromático  | (d) e f g♭ a b c′ d′♭ e′ |
| Diatônico  | (d) e f g a b c′ d′ e′   |

| Gênero     | Notas                  |
| ---------- | ---------------------- |
| Enarmônico | d e f g a b c′ d′ d′   |
| Cromático  | d e f g♭ a b c′ d′♭ d′ |
| Diatônico  | d e f g a b c′ d′      |

| Gênero     | Notas                |
| ---------- | -------------------- |
| Enarmônico | f g a b c′ d′ e′ f′  |
| Cromático  | f g a b c′ d′♭ e′ f′ |
| Diatônico  | f g a b c′ d′ e′ f′  |

| Gênero     | Notas               |
| ---------- | ------------------- |
| Enarmônico | B c d d e f g b     |
| Cromático  | B c d♭ d e f g♭ b   |
| Diatônico  | B c d e f (g) (a) b |

| Gênero        | Notas      |
| ------------- | ---------- |
| Enarmônico    | B c d e g  |
| Cromático     | B c d♭ e g |
| 1.º Diatônico | c d e f g  |
| 2.º Diatônico | B c d e g  |

| Gênero        | Notas        |
| ------------- | ------------ |
| Enarmônico    | B c d e g a  |
| Cromático     | B c d♭ e g a |
| 1.º Diatônico | c e f g      |
| 2.º Diatônico | B c d e g a  |

## Ptolemeu e os Alexandrinos
Em marcado contraste com seus predecessores, as escalas de Ptolemeu empregavam uma divisão do pyknon na razão de 1:2, melódica, em vez de divisões iguais. Ptolemeu, em sua obra Harmônicos, ii.3–11, interpretou os tonoi de maneira diferente, apresentando todas as sete espécies de oitava dentro de uma oitava fixa, por meio da inflexão cromática dos graus da escala (comparável à concepção moderna de construir todas as sete escalas modais sobre uma única tônica). No sistema de Ptolemeu, portanto, existem apenas sete tonoi. Ptolemeu preservou as afinações de Arquitas em sua obra Harmônicos, assim como transmitiu as afinações de Eratóstenes e Dídimo, além de fornecer suas próprias razões e escalas.

## Harmoniai
Na teoria musical, a palavra grega harmonia pode significar o gênero enarmônico do tetracorde, as sete espécies de oitava, ou um estilo de música associado a um dos grupos étnicos ou aos tónoi nomeados por eles.
Particularmente nos escritos mais antigos que sobreviveram, harmonia é considerada não como uma escala, mas como a personificação do canto estilizado de um determinado distrito, povo ou ocupação. Quando o poeta do final do século VI Lasus de Hermione se referiu à harmonia eólia, por exemplo, ele provavelmente estava pensando em um estilo melódico característico dos gregos que falavam o dialeto eólico, e não em um padrão de escala.
Na República, Platão usa o termo de forma abrangente, incluindo um tipo particular de escala, extensão e registro, padrão rítmico característico, tema textual etc.
Os escritos filosóficos de Platão e Aristóteles (c. 350 a.C.) incluem seções que descrevem o efeito das diferentes harmoniai sobre o humor e a formação do caráter (ver abaixo sobre ethos). Por exemplo, na República (iii.10–11), Platão descreve a música à qual uma pessoa é exposta como moldando seu caráter, o que ele discute como particularmente relevante para a educação adequada dos guardiões de seu Estado ideal. Aristóteles, na Política (viii:1340a:40–1340b:5):
Mas as melodias em si contêm imitações de caráter. Isso é perfeitamente claro, pois as harmoniai têm naturezas bastante distintas umas das outras, de modo que aqueles que as ouvem são afetados de forma diferente e não respondem da mesma maneira a cada uma. A algumas, como a chamada mixolídia, respondem com mais tristeza e ansiedade; a outras, como as harmoniai relaxadas, com maior serenidade de espírito; e a outras ainda com um grau especial de moderação e firmeza — sendo a dórica, aparentemente, a única das harmoniai a ter esse efeito — enquanto a frígia provoca um entusiasmo extático. Esses pontos foram bem expressos por aqueles que refletiram profundamente sobre esse tipo de educação, pois eles recolhem as evidências do que dizem a partir dos próprios fatos.
Aristóteles comenta ainda:

Pelo que foi dito, é evidente quanta influência a música exerce sobre a disposição da mente, e como pode cativá-la de maneiras diversas — e se pode fazer isso, certamente é algo que os jovens devem ser instruídos.

## Ethos
Os antigos gregos usavam a palavra ethos (ἔθος ou ἦθος), neste contexto melhor traduzida como "caráter" (no sentido de padrões de ser e de comportamento, mas não necessariamente com implicações "morais"), para descrever as maneiras pelas quais a música pode transmitir, fomentar e até mesmo gerar estados emocionais ou mentais. Além dessa descrição geral, não existe uma "teoria grega do ethos" unificada, mas sim "muitas visões diferentes, por vezes fortemente opostas".
O ethos é atribuído aos tónoi, harmoniai ou modos (por exemplo, Platão, na República (iii: 398d–399a), atribui "virilidade" ao modo Dórico e "relaxamento" ao modo Lídio), aos instrumentos (especialmente o aulos e a cítara, mas também a outros), aos ritmos e, às vezes, até ao gênero e aos sons individuais.
O tratamento mais abrangente do ethos musical é fornecido por Aristides Quintilianus em seu livro Sobre a Música, com a concepção original de atribuir ethos aos vários parâmetros musicais de acordo com as categorias gerais de masculino e feminino. Aristóxeno foi o primeiro teórico grego a apontar que o ethos não reside apenas nos parâmetros individuais, mas também na peça musical como um todo (citado no Pseudo-Plutarco, De Musica 32: 1142d e seguintes; ver também Aristides Quintilianus 1.12).
Os gregos se interessavam pelo ethos musical principalmente no contexto da educação (como Platão em sua República e Aristóteles no oitavo livro de sua Política), com implicações para o bem-estar do Estado. Muitos outros autores antigos se referem ao que hoje se chama de efeito psicológico da música e fazem julgamentos sobre a adequação (ou o valor) de determinadas características ou estilos musicais. Por outro lado, outros autores, em especial Filodemo (em sua obra fragmentária De musica) e Sexto Empírico (no sexto livro de Adversus mathematicos), negam que a música possua qualquer influência sobre o ser humano, exceto a de gerar prazer.
Essas visões distintas antecipam, de certa forma, o debate moderno na Filosofia da música sobre se a música por si só — ou música absoluta, independente do texto — é capaz de despertar emoções no ouvinte ou no músico.

## Melos
Cleônides descreve a composição "mélica" como "o uso dos materiais sujeitos à prática harmônica com a devida atenção às exigências de cada um dos temas considerados" — o que, juntamente com as escalas, tónoi e harmoniai, se assemelha a elementos encontrados na teoria modal medieval.
Segundo Aristides Quintilianus (Sobre a Música, i.12), a composição mélica é subdividida em três classes: ditirâmbica, nômica e trágica. Essas se correspondem às suas três classes de composição rítmica: sistáltica, diastáltica e hesicástica. Cada uma dessas grandes classes de composição mélica pode conter várias subclasses, como erótica, cômica e panegírica, e qualquer composição pode ser elevadora (diastáltica), depressiva (sistáltica) ou calmante (hesicástica).
A classificação das exigências é fornecida por Proclo em Useful Knowledge, conforme preservado por Fócio:[carece de fontes?]
- para os deuses — hino, prosodion, peã, ditirambo, nomos, adonídia, iobaco e hipórquema;

- para os humanos — encomio, epinício, escolion, erótica, epitalâmio, hymenaios, sillos, threnos e epikedeion;

- para deuses e humanos — partheneion, dafneforika, tripodeforika, oscóforika e eutika.

Segundo Mathiesen:

 Tais composições musicais eram chamadas melos, que em sua forma perfeita (téleion melos) compreendia não apenas a melodia e o texto (incluindo seus elementos de ritmo e dicção), mas também movimentos de dança estilizados. Composição mélica e composição rítmica (melopoiïa e rhuthmopoiïa, respectivamente) eram os processos de selecionar e aplicar os vários componentes do melos e do ritmo para criar uma obra completa.

## Unicode
Os símbolos musicais da Grécia Antiga foram adicionados ao padrão Unicode em março de 2005, com o lançamento da versão 4.1.